# St. Stephanus (Roitzheim)

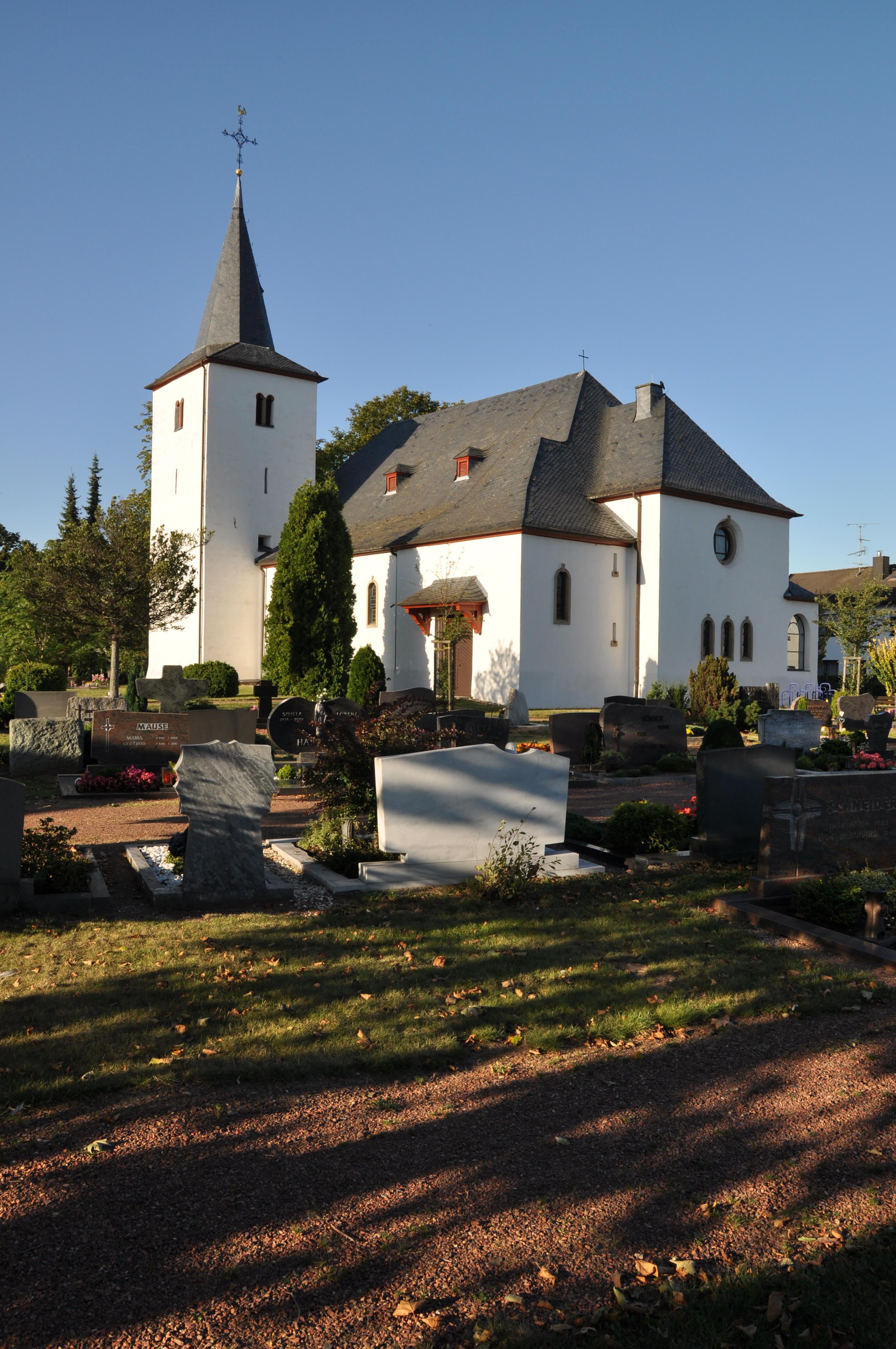
Kirche St. Stephanus in Roitzheim

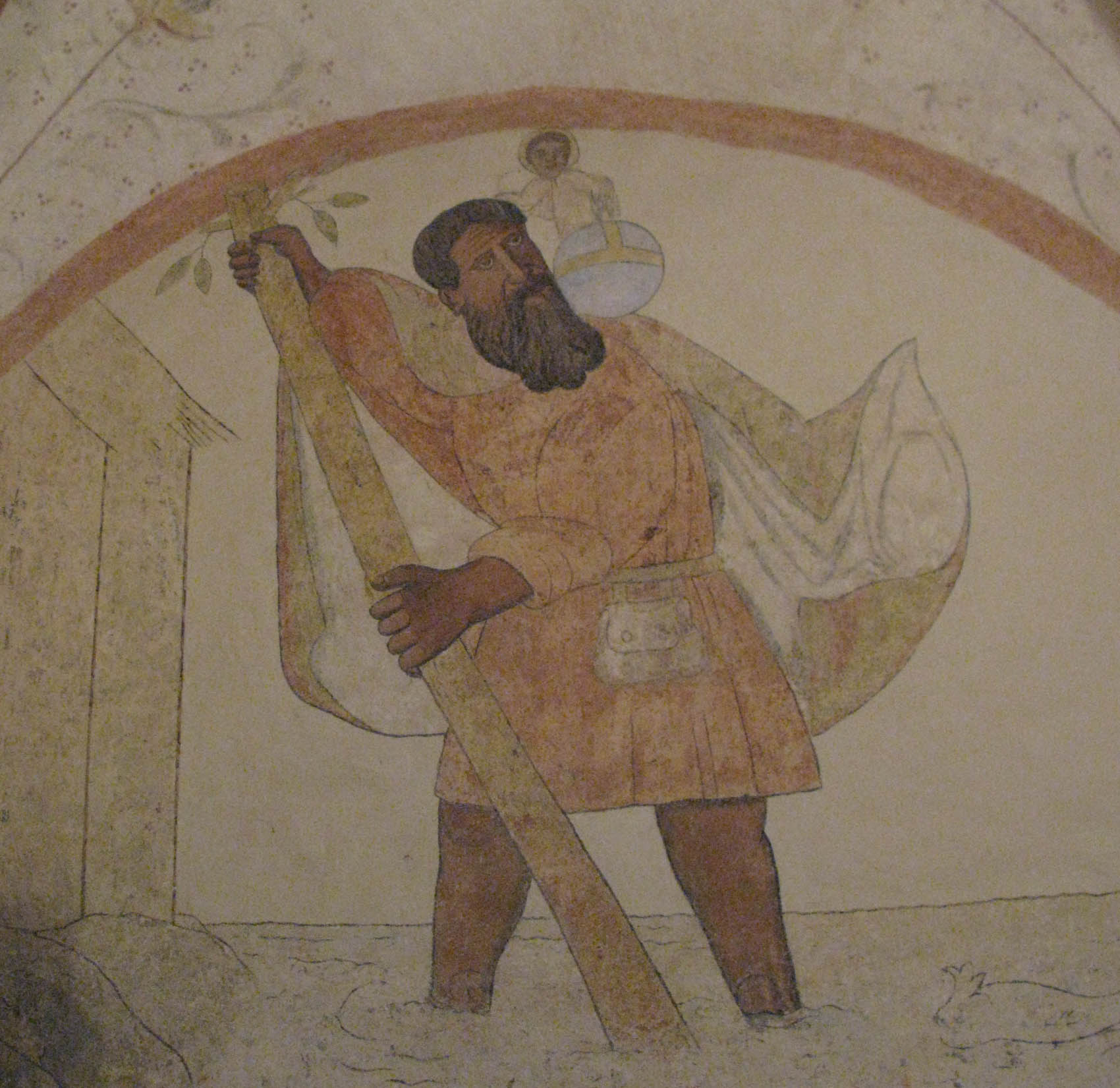
Der heilige Christophorus in der Sakristei

Die katholische Pfarrkirche St. Stephanus in Roitzheim, einem Stadtteil von Euskirchen im Kreis Euskirchen in Nordrhein-Westfalen, wurde ursprünglich im 12./13. Jahrhundert errichtet. 1931 wurde sie im Heimatschutzstil durch ein wesentlich größeres Schiff mit schmalem Seitenschiff erweitert, ist also seither eine asymmetrische zweischiffige Hallenkirche. Die Kirche ist ein geschütztes Baudenkmal.

## Geschichte
Die Pfarrchronik von Roitzheim beginnt bereits 1075, deshalb ist anzunehmen, dass bereits einige Zeit vorher ein Kirchenbau existierte. Teile davon findet man noch im Turm und in der nördlichen Kirchenschiffmauer. Im Jahr 1477 wurden in Chor, Kirchenschiff und Turm gotische Gewölbe eingezogen.
Im Jahr 1931 erfolgte der Neubau des Schiffes durch den Architekten Hans Jülich aus Sindorf. Die Kirche wurde nach Norden ausgerichtet und das alte Langhaus zum Chor umfunktioniert. Eine halbrunde Apsis wurde an der Nordseite angefügt. Das Turmgeschoss wurde zur Sakristei und der Chor zur Taufkapelle. An der Südwand befindet sich die Orgelempore. Die heutige Kirche ist ein verputzter Bau, der von einem mehrfach abgesetzten Walmdach überdeckt ist.

## Architektur
Der zweigeschossige Turm wird von einem achtseitigen Pyramidenhelm gedeckt. Schmale Rundbogenfenster mit Hausteinrahmung und ein großes Rundbogenfenster sind eingefügt. Von der alten Kirche sind lediglich die spätgotischen Anbauten erhalten. An der Westwand befindet sich der überdachte Eingang zur Kirche. Die Kirchenhalle ist durch eine abgekehlte Stuckdecke mit profilierter Rahmung und einem Medaillon mit dem heiligen Stephanus, dem Kirchenpatron, gedeckt. Der Raum wird durch Rundbogenfenster mit Bleiverglasung belichtet. Im Westen ist ein schmales Seitenschiff angefügt. Über eine Stufe kommt man zum tonnenüberwölbten Chor mit Apsis. Rechts davon befindet sich die Taufkapelle mit dem romanischen Taufstein.

## Ausstattung
Im Jahr 1888 wurden Wandmalereien entdeckt. Es handelt sich um einen Apostelzyklus mit der Gottesmutter als Zentralfigur. Die Malereien entstanden im 16. Jahrhundert. In der Sakristei findet man weitere Ausmalungen.
Der barocke Hochaltar mit einer Abendmahldarstellung wurde 1970 erworben.
Der stark überarbeitete romanische Taufstein aus Basaltlava stammt aus der Zeit um 1100. Er ist 85 cm hoch und hat einen Beckendurchmesser von 80 cm. Auf viereckiger Basis ruht ein schwerer zylindrischer Block aus dem vier Dreiviertelsäulen hervortreten. Den vier Säulen des Fußes entsprechen vier starre ausdruckslose Köpfe am Beckenrand.

## Pilgerweg
Die Via Coloniensis von Köln nach Trier geht an der Kirche Sankt Stephanus vorbei. Der Jakobsweg geht dann weiter durch Frankreich und Spanien bis nach Santiago de Compostela.